# Секретная антикоммунистическая армия
Секретная антикоммунистическая армия (исп. Ejercito Secreto Anticomunista, ЕSА) — гватемальская и сальвадорская ультраправая террористическая организация, действовавшая с конца 1970-х по конец 1980-х годов. Поддерживала правые военные режимы против прокоммунистических партизанских движений и левой оппозиции. Была тесно связана с военными и полицейскими властями. Активно участвовала в гражданских войнах, практиковала террористические методы борьбы.

## «Эскадрон» гражданских войн
Гражданская война в Гватемале шла с 1960, гражданская война в Сальвадоре — с 1979 года. Правые правительства вели вооружённую борьбу с FAR и EGP в Гватемале и ФНОФМ в Сальвадоре. Правительства мобилизовали не только армейские и полицейские силы, но и гражданские парамилитарные формирования — «эскадроны смерти».
Одной из таких структур стала Секретная антикоммунистическая армия — Ejercito Secreto Anticomunista. Её отличительной особенностью являлись действия в обеих странах. Первоначально ESA возникла в Гватемале, первые упоминания относятся к лету 1977 года. Президентом Гватемалы был тогда генерал Эухенио Лаухеруд, вице-президентом — Марио Сандоваль Аларкон, лидер ультраправого Движения национального освобождения, тесно связанного с антикоммунистическими боевиками Mano Blanca.

## Ультраправый террор
С 1978 по 1989 ESA совершила ряд терактов против левых сил Гватемалы и Сальвадора. В ряде случаев причастность организации считается доподлинно установленной. Точное количество убитых неизвестно, цифры даются в диапазоне от нескольких десятков до нескольких тысяч. Социальное положение и политические позиции убитых были весьма различны — от студентов и интеллигенции до крестьян и священников, от христианских демократов до коммунистов, от партизан до публичных политиков. Объединяющими признаками всех жертв являлись левые взгляды и оппозиционная активность (то и другое автоматически вело к зачислению в коммунисты).
Действия ESA осуществлялись в режиме строгой конспирации. Фигуры лидеров и активистов оставались засекречены. Известно имя гватемальского ультраправого Мануэля Сагастуме Асурдиа, подписывавшего от имени ESA бюллетени, в том числе с угрозами убийств. Организация была теснейшим образом связана с военными и полицейскими властями. Предполагается, что куратором ESA являлся директор Национальной полиции Херман Чупина Бараона. По информации The New York Times, ESA подавала отчёты министру внутренних дел Гватемалы Дональдо Альваресу Руису. Международная Амнистия утверждала, что ультраправые террористические организации подчинялись лично президенту Ромео Лукасу Гарсиа.
В Сальвадоре ESA действовала под руководством бывшего командующего Национальной гвардией генерала Хосе Альберто Медрано; лидера партии ARENA, командира «эскадронов смерти», основателя Союза белых воинов майора Роберто д’Обюссона; начальника охраны и безопасности ARENA, основателя группировки FAR Эктора Антонио Регаладо. Курировал организацию подполковник полиции Рене Эмилио Понсе. В программных установках сальвадорского отделения ESA говорилось об уничтожении не только коммунистов и левых партизан, но также «воров, проституток и гомосексуалистов».

## Дезактуализация
Активность ESA в Гватемале пошла на спад после военного переворота 1982 и прихода к власти Эфраина Риоса Монтта. Новый режим сделал ставку не на городские «эскадроны», а на массовые крестьянские Патрули гражданской самообороны. В частности, был выведен из политики Чупина Бараона. В Сальвадоре с 1984 начались переговоры и накал противостояния постепенно снижался.
Последние акции ESA в Сальвадоре были зафиксированы в 1983, в Гватемале — в 1989 году.